# Glasgow (Montana)
Glasgow es una ciudad ubicada en el condado de Valley en el estado estadounidense de Montana. En el Censo de 2020 tenía una población de 3202 habitantes y una densidad poblacional de 882.09 personas por km².

## Geografía
Glasgow se encuentra ubicada en las coordenadas 48°11′56″N 106°37′56″O / 48.19889, -106.63222. Según la Oficina del Censo de los Estados Unidos, Glasgow tiene una superficie total de 3.69 km², de la cual 3.69 km² corresponden a tierra firme y (0%) 0 km² es agua.

## Demografía
Según el censo de 2010, había 3250 personas residiendo en Glasgow. La densidad de población era de 879,97 hab./km². De los 3250 habitantes, Glasgow estaba compuesto por el 91.85% blancos, el 0.25% eran afroamericanos, el 4.46% eran amerindios, el 0.34% eran asiáticos, el 0% eran isleños del Pacífico, el 0.37% eran de otras razas y el 2.74% pertenecían a dos o más razas. Del total de la población el 1.78% eran hispanos o latinos de cualquier raza.